# Pavel Šafr
Pavel Šafr (* 24. října 1967) je český novinář, vydavatel, komentátor a dlouholetý šéfredaktor novinových i časopiseckých titulů. Byl šéfredaktorem Lidových novin, Mladé fronty DNES, ředitelem skupiny Blesk (Deník Blesk, Nedělní Blesk, Blesk.cz), šéfredaktorem týdeníku Reflex, od roku 2015 do ledna 2023 šéfredaktor vlastního online média Svobodné fórum, následně Forum24. Je také šéfredaktorem měsíčníku Forum 24+.

## Kariéra
Před revolucí Pavel Šafr pracoval jako knihovník ve Státní knihovně v pražském Klementinu. V roce 1987 se začal angažovat v opoziční skupině Demokratická iniciativa, kterou vedli tvůrci někdejšího literárního časopisu Tvář (1964–1969) Emanuel Mandler a Bohumil Doležal. V této době se podílel na vydávání samizdatových tiskovin.
V letech 1990–92 byl tajemníkem poslaneckého klubu KDS-LDS ve Federálním shromáždění. Od roku 1992 pracoval v Českém deníku, kde se v roce 1993 stal poprvé šéfredaktorem. V roce 1994 byl krátce šéfredaktorem Denního Telegrafu, odkud byl vydavatelem (Investiční a poštovní banka) odvolán na základě nespokojenosti výkonné rady ODS s politickou orientací listu. Z případu odvolání šéfredaktora na základě politického tlaku se stal skandál, o němž rozsáhle informovala i zahraniční média (Frankfurter Allgemeine Zeitung, Die Presse) a případ byl zmíněn také ve zprávě výboru Kongresu USA o stavu lidských práv za rok 1994.
V letech 1994–1997 vlastnil spolu s Robertem Čásenským a Michalem Musilem poradenskou agenturu Penguin, jejímž klientem byla tehdejší Občanská demokratická aliance. V letech 1997–2000 byl šéfredaktorem Lidových novin. Lidovým novinám tehdy stoupl prodaný náklad z 58 až na 90 tisíc[zdroj⁠?!]. Lidové noviny tím byly zachráněny před zavřením, k němuž mělo dojít v únoru 1998 a od firmy Ringier AG je koupilo düsseldorfské vydavatelství RBVG, jemuž v ČR patřilo vydavatelství MAFRA.
V Lidových novinách založil přílohy Orientace a Věda a spolu s Michalem Wernischem magazín Pátek LN. Díky tomu obdržel od Unie vydavatelů cenu „šéfredaktor roku 1998“. Od roku 2000 do roku 2006 byl šéfredaktorem Mladé fronty Dnes a také členem představenstva vydavatelství MAFRA.
V této době list zveřejňoval množství investigativních zpráv, mj. o pochybných finančních příjmech premiéra Stanislava Grosse, který posléze rezignoval. V MF DNES založil diskusní přílohu Kavárna (spolu s Josefem Chuchmou) a magazín Ona Dnes (s Robertem Čásenským a s Janou Cíglerovou). Čtvrteční magazín dosahoval po obsahových a grafických změnách nákladu až 500 tisíc prodaných výtisků.[zdroj⁠?!]
V letech 2006–2008 pracoval pro vydavatelství Economia, kde zastával funkci zástupce generálního ředitele (generální ředitel Michal Klíma) a vedl změny ve slovenských Hospodářských novinách a v českém týdeníku Ekonom.
V letech 2008–2011 byl šéfredaktorem týdeníku Reflex (nárůst prodaného nákladu ze 49 na 60 tisíc), zároveň byl v letech 2009–10 krátce šéfredaktorem dětského časopisu ABC. Od roku 2011 do roku 2013 byl ředitelem skupiny Blesk a vykonával i funkci šéfredaktora. V této pozici se mu nepodařilo zastavit pokles prodaného nákladu (z 330 na méně než 300 tisíc). Zároveň v tomto období zaznamenala prudký nárůst (30%) internetová verze deníku Blesk.cz.
Od května 2013 do května 2014 byl šéfredaktorem Reflexu.
Od roku 2015 byl  Pavel Šafr šéfredaktorem internetového magazínu Svobodné fórum, jež se v lednu 2017 stalo součástí nově vzniklého Forum24. V květnu 2015 podal na ministra Andreje Babiše žalobu za urážku, kdy jej ministr financí opakovaně a veřejně označil za „psychopata“ a „parchanta“.
Po smrti Alžběty II. vyjádřil svůj názor, že panovník je lepší hlava státu než volený prezident.

## Dílo
• Obrana před Babišem: Pavel Šafr o proměnách českých médií a politiky, Free Czech Media, 2020.
• Češi mezi pravdou a lží: Polemika s nacionalistickým a marxistickým dějepisem, Free Czech Media 2022.
• Vyprávěj mi o komunismu, Free Czech Media, 2023 — rozhovor s Johanou Hovorkovou.
• Báječná léta s Babišem: Kronika divné doby, Free Czech Media, 2023.
• Iluze dobré smrti, kolektiv autorů, Pavel Šafr (ed.) Free Czech Media 2024.

## Kontroverze
V srpnu 2015 byl Pavel Šafr pravomocně odsouzen k čtyřměsíčnímu trestu vězení s podmíněným odkladem a zákazem řízení na 18 měsíců za řízení v opilosti. V listopadu 2014 totiž podle soudu řídil opilý a hádal se s policií. Podle svědků a policie byl opilý tak, že nemohl chodit a špatně artikuloval. Odběru krve se odmítl podrobit.
Podle serveru iDNES toto nebylo Šafrovo první provinění, odsouzen k podmíněnému trestu se zákazem řízení byl už v roce 2011.

## Média
| Médium                   | Působení        | Funkce                                                                        |
| ------------------------ | --------------- | ----------------------------------------------------------------------------- |
| Český deník              | 1992–1994       | 1992–1993 redaktor, 1993–1994 šéfredaktor                                     |
| Denní Telegraf           | 1994            | šéfredaktor                                                                   |
| Lidové-noviny-Logo       | 1997–2000       | šéfredaktor                                                                   |
| Mladá-fronta-dnes-Logo   | 2000–2006       | šéfredaktor                                                                   |
| vydavatelství Economia   | 2006–2008       | generální ředitel – vedoucí změn v časopise Ekonom a v Hospodárských novinách |
| Reflex logo              | 2008–2011       | šéfredaktor, mezi 2010–2011 zároveň šéfredaktor ABC                           |
| ABC                      | 2009–2010       | šéfredaktor, zároveň šéfredaktor časopisu Reflex                              |
| Blesk Logo               | 2011–2013       | šéfredaktor, ředitel skupiny Blesk                                            |
| Reflex logo              | 2013–2014       | šéfredaktor                                                                   |
| Forum24 / Svobodné Fórum | 2015–současnost | šéfredaktor                                                                   |